# Mont Cornillon (massif du Beaufortain)
Pour les articles homonymes, voir Mont Cornillon.
Le mont Cornillon est un sommet alpin du massif du Beaufortain de 1 018 mètres d'altitude situé dans le département de la Savoie (région Auvergne-Rhône-Alpes), dans la commune de Queige.
Un chemin y accède depuis le col de la Forclaz par le nord et depuis le col de Montessuit par le sud. Il abrite la piste de VTT Dév'Albertville qui relie le mont Bisanne à Albertville. Sur la crête sud se trouvent les ruines du château de Cornillon.